# Damernas turnering i landhockey vid olympiska sommarspelen 1996
Damernas turnering i landhockey vid olympiska sommarspelen 1996 spelades mellan den 20 juli och 1 augusti 1996. Alla matcher spelades på Herndon Stadium och Panther Stadium i Atlanta och totalt 8 lag deltog. Alla mötte alla i den första omgången. Därefter spelades finalomgångarna. Det lag som vann turneringen och därmed vann guld var Australien. Sydkorea vann silver och Nederländerna vann brons.

## Medaljörer
| Gren               | Guld | Silver | Brons |
| Damernas turnering | Australien Michelle Andrews Alyson Annan Louise Dobson Renita Farrell Juliet Haslam Rechelle Hawkes Clover Maitland Karen Marsden Jenny Morris Jackie Pereira Nova Peris-Kneebone Katrina Powell Lisa Powell Danni Roche Kate Starre Liane Tooth | Sydkorea Chang Eun-Jung Cho Eun-Jung Choi Eun-Kyung Choi Mi-Soon Jeon Young-Sun Jin Deok-San Kim Myung-Ok Kwon Soo-Hyun Kwon Chang-Sook Lee Eun-Kyung Lee Eun-Young Lee Ji-Young Lim Jeong-Sook Oh Seung-Shin Woo Hyun-Jung You Jae-Sook | Nederländerna Stella de Heij Wietske de Ruiter Mijntje Donners Willemijn Duyster Noor Holsboer Nicole Koolen Ellen Kuipers Jeannette Lewin Suzanne Plesman Florentine Steenberghe Margje Teeuwen Carole Thate Jacqueline Toxopeus Fleur van de Kieft Dillianne van den Boogaard Suzan van der Wielen |

## Grupper
Grupp A:
- Australien
- Sydkorea
- Storbritannien
- Nederländerna
- USA
- Tyskland
- Argentina
- Spanien

## Inledande omgång
| Lag            | Spelade | W | D | L | GF | GA | GD  | Poäng |
| -------------- | ------- | - | - | - | -- | -- | --- | ----- |
| Australien     | 7       | 6 | 1 | 0 | 24 | 4  | +20 | 13    |
| Sydkorea       | 7       | 4 | 2 | 1 | 18 | 9  | +9  | 10    |
| Storbritannien | 7       | 3 | 2 | 2 | 12 | 11 | +1  | 8     |
| Nederländerna  | 7       | 3 | 2 | 2 | 15 | 15 | 0   | 8     |
| USA            | 7       | 2 | 2 | 3 | 8  | 11 | –3  | 6     |
| Tyskland       | 7       | 2 | 1 | 4 | 10 | 11 | –1  | 5     |
| Argentina      | 7       | 2 | 1 | 4 | 7  | 21 | –14 | 5     |
| Spanien        | 7       | 0 | 1 | 6 | 5  | 17 | –12 | 1     |

## Slutomgånger

### Bronsmatch
|  | 1 augusti | Storbritannien | 3–4 | Nederländerna |  |  |
|  |           |                |     |               |  |  |
|  |           |                |     |               |  |  |
|  |           |                |     |               |  |  |

### Final
|  | 1 augusti | Australien | 3–1 | Sydkorea |  |  |
|  |           |            |     |          |  |  |
|  |           |            |     |          |  |  |
|  |           |            |     |          |  |  |